# Suvórove (Crimea)
|  | Per a altres significats, vegeu «Suvórovo». |

Suvórove (en ucraïnès: Суворове, rus: Суворово, Suvórovo) és un poble de la República Autònoma de Crimea, a Ucraïna, que el 2014 tenia 554 habitants. Pertany al districte de Bakhtxissarai. Fins al 1948 la vila es deia Arantxí.